# Alex, Inc
Alex, Inc – amerykański serial telewizyjny (sitcom) wyprodukowany przez Two Soups Productions, Davis Entertainment, ABC Studios oraz Sony Pictures Television, który jest luźną adaptacją podcastu "StartUp" autorstwa Alexa Blumberga. Serial był emitowany od 27 marca 2018 roku do 16 maja 2018 roku na ABC.
12 maja 2018 roku, stacja ABC ogłosiła anulowanie serialu po jednym sezonie.
Serial opowiada o Alexie Schumanie, dziennikarzu radiowym, który rozpoczyna własną działalność.

## Obsada
- Zach Braff jako Alex Schuman
- Tiya Sircar jako  Arunima "Rooni" Schuman[3]
- Hillary Anne Matthews jako Deirdre Riordan[4]
- Elisha Henig jako Ben Schuman
- Audyssie James jako Soraya Schuman
- Michael Imperioli jako Eddie LaGuzza[5]

## Odcinki
| Sezon | Odcinki | Oryginalna emisja w ABC | Oryginalna emisja w ABC |
| Sezon | Odcinki | Premiera sezonu         | Finał sezonu            |
| ----- | ------- | ----------------------- | ----------------------- |
| 1     | 10      | 27 marca 2018           | 16 maja 2018            |

### Sezon 1 (2018)
| #  | Tytuł                               | Reżyseria            | Scenariusz                   | Premiera w ABC   |
| -- | ----------------------------------- | -------------------- | ---------------------------- | ---------------- |
| 1  | The Unfair Advantage                | Zach Braff           | Matt Tarses                  | 28 marca 2018    |
| 2  | The Wax Museum                      | Zach Braff           | Matt Tarses                  | 4 kwietnia 2018  |
| 3  | The Butterfly Pavilion              | Richie Keen          | Vanessa McCarthy             | 11 kwietnia 2018 |
| 4  | The Nanny                           | Alisa Statman        | Juliet Seniff                | 17 kwietnia 2018 |
| 5  | The Mother-in-Law                   | Michael Patrick Jann | Dan Rubin                    | 18 kwietnia 2018 |
| 6  | The Cop Car                         | Zach Braff           | Paul O'Toole, Andy St. Clair | 25 kwietnia 2018 |
| 7  | The Grande Apologano                | Zach Braff           | Lisa McQuillan               | 25 kwietnia 2018 |
| 8  | The Internet Trolls                 | Phil Traill          | Joshua Corey, Brian Kratz    | 2 maja 2018      |
| 9  | The FeverTrolls                     | Chris Koch           | Dan Rubin, Morgan Beck       | 9 maja 2018      |
| 10 | The Rube Goldberg ContraptionTrolls | John Putch           | Joshua Corey, Brian Kratz    | 16 maja 2018     |

## Produkcja
Pod koniec stycznia 2017 roku, stacja ABC ogłosiła zamówienie pilotowego odcinka komediowego od Zacha Braffa i Daveeda Diggsa.
W kolejnym miesiącu do obsady dołączyła Tiya Sircar, która wcieli się w rolę Arunima'i "Rooni" Schuman.
W marcu 2017 roku, poinformowano, że do obsady dołączyli: Michael Imperioli i Hillary Anne Matthews.
12 maja 2017 roku, stacja ABC ogłosiła zamówienie pierwszego sezonu, który zadebiutuje w sezonie telewizyjnym 2017/2018.